# Забруднення радіочастотного спектру

Символ небезпеки радіохвиль

Забруднення радіочастотного спектру — розбіжність хвиль у радіо- та електромагнітному спектрах за межі їх розподілу, що створює проблеми для певної діяльності. Це викликає особливе занепокоєння у радіоастрономів.
Забруднення радіочастотного спектру зменшується завдяки ефективному управлінню спектром. У Сполучених Штатах Закон про зв'язок 1934 року надає президенту повноваження щодо управління спектром для всіх федеральних потреб (47 USC 305). Національне управління телекомунікацій та інформації (National Telecommunications and Information Administration — NTIA) керує спектром для федерального уряду. Його правила можна знайти в «Посібнику NTIA щодо правил і процедур федерального управління радіочастотами». Федеральна комісія зі зв'язку керує та регулює використання спектру нефедеральними країнами (47 USC 301). Кожна країна зазвичай має власну організацію з регулювання спектру. На міжнародному рівні Міжнародний союз електрозв'язку координує політику використання спектру.